# Хмельницький (Кам'янець-Подільський) обласний комітет Комуністичної партії України
Хмельницький (Кам'янець-Подільський) обласний комітет Комуністичної партії України — орган управління Хмельницькою обласною партійною організацією КП України (1937–1991 роки). Кам'янець-Подільська область утворена 22 вересня 1937 року. 4 лютого 1954 року перейменована на Хмельницьку область.

## Перші секретарі обласного комітету (обкому)
- вересень 1937 — травень 1938 — Олексенко Степан Антонович
- травень 1938 — липень 1941 — Власов Олександр Йосипович
- березень 1944 — грудень 1949 — Устенко Андрій Іванович
- лютий 1950 — 18 травня 1959 — Бегма Василь Андрійович
- 18 травня 1959 — 9 січня 1963 — Ватченко Олексій Федосійович
- 9 січня 1963 — 4 грудня 1964 (сільський) — Бубновський Микита Дмитрович
- 11 січня 1963 — 4 грудня 1964 (промисловий) — Яновицький Костянтин Феодосійович
- 4 грудня 1964 — 16 березня 1972 — Бубновський Микита Дмитрович
- 16 березня 1972 — 4 січня 1985 — Лісовий Тимофій Григорович
- 4 січня 1985 — 9 лютого 1990 — Дикусаров Володимир Григорович
- 27 травня 1990 — серпень 1991 — Купратий Володимир Іванович

## Другі секретарі обласного комітету (обкому)
- вересень 1937 — квітень 1938 — Семенов Петро Іванович
- квітень 1938 — листопад 1939 — Груленко Михайло Васильович
- грудень 1939 — 1941 — Волков Григорій Гаврилович
- лютий 1944 — 1946 — Петров Григорій Гаврилович
- серпень 1946 — січень 1948 — Денисенко Олексій Іванович
- березень 1948 — січень 1949 — Педьєв Володимир Овсійович
- січень 1949 — квітень 1950 — Бурденюк Федір Платонович
- затв. квітень 1950 — 1953 — Тонкочеєв Григорій Андрійович
- лютий 1954 — 16 лютого 1955 — Садовниченко Дмитро Гаврилович
- липень 1955 — 9 жовтня 1959 — Фастованов Андрій Григорович
- 9 жовтня 1959 — 9 січня 1963 — Мехеда Михайло Ілліч
- 11 січня 1963 — 4 грудня 1964 (промисловий) — Братунь Михайло Прокопович
- 2 квітня 1963 — 4 грудня 1964 (сільський) — Мехеда Михайло Ілліч
- 4 грудня 1964 — 4 серпня 1970 — Мехеда Михайло Ілліч
- 4 серпня 1970 — березень 1972 — Товстановський Олександр Іванович
- березень 1972 — липень 1974 — Починок Макар Іванович
- липень 1974 — 17 жовтня 1980 — Бондар Юрій Олександрович
- 17 жовтня 1980 — 4 листопада 1982 — Поперняк Анатолій Никифорович
- 4 листопада 1982 — 6 лютого 1988 — Ружицький Олександр Антонович
- 6 лютого 1988 — травень 1990 — Купратий Володимир Іванович
- травень 1990 — лютий 1991 — Сахань Іван Якович
- лютий 1991 — серпень 1991 — Новак Володимир Миколайович

## Секретарі обласного комітету (обкому)
- лютий 1938 — травень 1938 — Козирєв Микола Володимирович (3-й секретар)
- травень 1938 — січень 1939 — Колесников Я.К. (3-й секретар)
- січень 1939 — червень 1939 — Волков Григорій Гаврилович (3-й секретар)
- лютий 1939 — липень 1941 — Тонкочеєв Григорій Андрійович (по пропаганді)
- червень 1939 — листопад 1939 — Заїка Павло Вікторович (3-й секретар)
- червень 1939 — грудень 1939 — Волков Григорій Гаврилович (по кадрах)
- грудень 1939 — липень 1941 — Плигунов Т.І. (по кадрах)
- грудень 1939 — липень 1941 — Фурман Михайло Костянтинович (3-й секретар)
- 13 травня 1941 — липень 1941 — Донченко Дмитро Дмитрович (по промисловості)
- 13 травня 1941 — липень 1941 — Кормянков Гнат Федорович (по транспорту)
- лютий 1944 — серпень 1946 — Денисенко Олексій Іванович (по кадрах)
- березень 1944 — листопад 1946 — Тонкочеєв Григорій Андрійович (по пропаганді)
- серпень 1944 — листопад 1946 — Ялтанський Петро Васильович (3-й секретар)
- серпень 1946 — січень 1949 — Крикливий Віктор Володимирович (по кадрах)
- листопад 1946 — квітень 1950 — Тонкочеєв Григорій Андрійович (3-й секретар)
- листопад 1946 (оф. січень 1947) — грудень 1949 — Лапчинський Григорій Дмитрович (по пропаганді)
- затв. березень 1949 — вересень 1952 — Привалов Олександр Фадійович (по кадрах)
- грудень 1949 — вересень 1952 — Повх Василь Олексійович (по пропаганді)
- лютий (затв. квітень) 1950 — серпень 1950 — Блятон Микола Григорович
- серпень 1950 — лютий 1954 — Садовниченко Дмитро Гаврилович
- лютий 1954 — 9 січня 1963 — Максюта Микола Іванович (по сільському господарству)
- 8 липня 1954 — 9 жовтня 1959 — Мехеда Михайло Ілліч (по ідеології)
- 8 липня 1954 — грудень 1955 — Левченко Іван Федотович (по промисловості)
- грудень 1955 — 9 січня 1963 — Ярощук Арсеній Антонович (по промисловості)
- грудень 1959 — вересень 1962 — Мусійко Євген Васильович (по ідеології)
- вересень 1962 — 9 січня 1963 — Шоханов Андрій Георгійович (по ідеології)
- 9 січня 1963 — 2 квітня 1963 — Мехеда Михайло Ілліч (сільський по ідеології)
- 9 січня 1963 — 4 грудня 1964  — Івануна Іван Якович (сільський)
- 9 січня 1963 — 4 грудня 1964 — Ярощук Арсеній Антонович (сільський парт-держ. контроль)
- 11 січня 1963 — 4 грудня 1964 — Ігнатов Олексій Софронович (промисловий по ідеології)
- 11 січня 1963 — 4 грудня 1964 — Титарчук Пилип Федорович (промисловий парт-держ. контроль)
- 4 грудня 1964 — 1969 — Братунь Михайло Прокопович
- 4 грудня 1964 — 1969 — Івануна Іван Якович
- 4 грудня 1964 — 19 грудня 1970 — Яновицький Костянтин Феодосійович
- 4 грудня 1964 — лютий 1966 — Ярощук Арсеній Антонович (парт-держ. контроль)
- квітень 1969 — 4 серпня 1970 — Товстановський Олександр Іванович
- 1969 — липень 1974 — Бондар Юрій Олександрович
- 4 серпня 1970 — 1973 — Главак Тамара Володимирівна (по ідеології)
- 19 грудня 1970 — 12 серпня 1975 — Сторожук Іван Якович
- 1973 — 28 вересня 1978 — Бебко Василь Степанович
- липень 1974 — 1983 — Маєвський Віталій Степанович
- 12 серпня 1975 — 28 вересня 1978 — Полевничий Юрій Григорович
- 28 вересня 1978 — 17 жовтня 1980 — Поперняк Анатолій Никифорович
- 28 вересня 1978 — 6 лютого 1988 — Купратий Володимир Іванович
- 17 жовтня 1980 — 16 травня 1990 — Мажаров Петро Іванович
- 1983 — 16 травня 1990 — Рудюк Микола Авксентійович (по сільському господарству)
- 6 лютого 1988 — травень 1990 — Сахань Іван Якович
- 26 травня 1990 — лютий 1991 — Новак Володимир Миколайович
- 26 травня 1990 — 1991 — Васьковський Адам Володимирович
- 26 травня 1990 — 1991 — Білоус Михайло Федорович (по сільському господарству)

## Заступники секретарів обласного комітету (обкому)
- червень 1944 — лютий 1945 — Донченко Дмитро Дмитрович (заст. секретаря обкому по промисловості)
- затверджений квітень 1945 — листопад 1948 — Стефанов Тихон Сидорович (заст. секретаря обкому по транспорту)
- затверджений вересень 1945 — /1946/ — Вікарій І.М. (заст. секретаря обкому по промисловості)
- затверджений червень 1946 — листопад 1948 — Черняков А.Л. (заст. секретаря обкому по будівництву і будівельних матеріалах)
- затверджений листопад 1946 — листопад 1948 — Криворучко Дмитро Ілліч (заст. секретаря обкому по торгівлі і громадському харчуванню)